# 大アンダマン語族
大アンダマン語族（だいアンダマンごぞく、英語: Great Andamanese languages）は、インド洋に浮かぶアンダマン諸島（インド領内）北中部（大アンダマン諸島）でネグリトの大アンダマン人によって話されている語族である。アカ＝ジェル語を基にしたクレオール言語を流暢に話す最後の人物は2009年に亡くなった。近年では下位言語間の差異が減衰し、「アカ＝ジェロ語（Aka-Jero）」や大アンダマン語として知られるコイネー言語として共通した言語に収斂しつつある。系統はおそらくオンガン語族とは別系統であり、インド・太平洋大語族に含まれるとする仮説がある。

## 歴史
イギリス人が大アンダマン諸島に初めて入植したときには、およそ5000人の大アンダマン人が大アンダマン諸島と周辺の島々に住み、互いに深い関係のある言葉を持つ10人種に分けられた。1860年代以降、イギリス帝国の流刑植民地の永久的な設置と、それに続く、主にインド亜大陸からの、移民開拓者と年季奉公の労働者の到着により、大アンダマン人の人口は急激に減少し、1961年時の生存者は19人までになった。
その後、若干人口は回復して、2010年には52人になった。 しかし、1994年までに、10部族の内、7部族が完全に消滅し、ストレイト島の非常に狭い地域内での人種間の結婚や、再定住の結果として、現存する部族（ジェル、ボ、チャリ）間の違いも事実上消滅した。カレン族やインド人の定住者と結婚するものもいた。 ヒンディー語はますます主要な言語になり、およそ半数の人々にとって唯一の言語となっている。 2010年に、アカ＝ボ語の最後の話者は85歳で死亡した。
人口のおよそ半数は現在、アカ＝ジェル語を元にした大アンダマン語族の新しい言語（クレオール、もしくは共通語の一種）を話す。 この改変された言語は、いくつかの学者に、「現代大アンダマン語（Present Great Andamanese）」と呼ばれているが、 単に 「ジェロ語（Jero）」または 「大アンダマン語」と呼ばれることもある。

## 文法
大アンダマン語族の言語は膠着的であり、広範な接頭辞と接尾辞の体系を持っている。これらは主に体の部位に基づいた特有の名詞クラス体系を持ち、すべての名詞と形容詞は、それがどの体の部分に関連するかに応じて（形や機能的な関連性に基づいて）接頭辞を取ることができる。たとえば、言語名の先頭にある *aka- は、舌に関連する物体の接頭辞である。形容詞的な例は、アカ＝ベア語でのyop「しなやか、柔らかい」の様々な形が挙げられる。
- クッションやスポンジは、頭や心臓に関する言葉につく接頭辞「丸い-やわらかい」から、ot-yopと呼ばれる。
- 杖は、「しなやかな」という意味の長いものの接頭辞から、ôto-yop となる。
- 棒や鉛筆は、舌の接頭辞「尖った」から aka-yop となる。
- 倒木は、手足や直立物などの接頭語「腐った」から ar-yop となる。

同様に、beri-nga 「良い」は次のようになる。
- un-bēri-ŋa 「賢い」（手-良い）
- ig-bēri-ŋa 「先見の明のある」（目-良い）
- aka-bēri-ŋa 「語学が得意」（舌-良い）
- ot-bēri-ŋa 「高潔な」（頭/心-良い）

接頭辞は以下の通り
|                      | ベア語（Bea） | バラワ語（Balawa）? | バリギャス語（Bajigyâs）? | ジュウォイ語（Juwoi） | コル語（Kol） |
| -------------------- | ------------- | ------------------- | ------------------------- | --------------------- | ------------- |
| 頭/心                | ot-           | ôt-                 | ote-                      | ôto-                  | ôto-          |
| 手/足                | ong-          | ong-                | ong-                      | ôn-                   | ôn-           |
| 口/舌                | âkà-          | aka-                | o-                        | ókô-                  | o-            |
| 胴体（肩から脛まで） | ab-           | ab-                 | ab-                       | a-                    | o-            |
| 目/顔/腕/胸          | i-, ig-       | id-                 | ir-                       | re-                   | er-           |
| 背中/脚/尻           | ar-           | ar-                 | ar-                       | ra-                   | a-            |
| 腰                   | ôto-          |                     |                           |                       |               |

Abbi (2013: 80) は、大アンダマン語族の言語における以下の体の部位の接頭辞を挙げている。
| Class | 人体の下位分類                         | 体のクラスマーカー |
| ----- | -------------------------------------- | ------------------ |
| 1     | 口とその意味の拡張                     | a=                 |
| 2     | 主要な体外部                           | ɛr=                |
| 3     | 体の終端の点（例えば、つま先や指の爪） | oŋ=                |
| 4     | 身体的な産物と、部分と全体の関係       | ut=                |
| 5     | 体内の器官                             | e=                 |
| 6     | 丸みを帯びた部位、性器                 | ara=               |
| 7     | 脚の部位と関連する語                   | o= ~ ɔ=            |

身体部分の所有は譲渡不可能であり、それらを完成させるために所有形容詞の接頭辞を必要とするので、「頭」だけを単独で言うことはできず、「私の頭、彼の頭、あなたの頭」などと言う。
基本的な代名詞は、大アンダマン語族の言語全体でほとんど同じである。ここではアカ＝ベア語を代表例とする（代名詞は基本的な接頭辞形式で与えられる）。
| I, my                            | d- | 私たち（の）                           | m- |
| あなた（の）                     | ŋ- | あなたたち（の）                       | ŋ- |
| 彼（の）、彼女（の）、それ（の） | a  | 彼ら（の）、彼女ら（の）、それら（の） | l- |

「これ」と「それ」は k- と t- として区別される。
入手可能な情報源から判断すると、大アンダマン語族には2つの基数（1と2）しかなく、それらの数字の語彙全体は1、2、1以上、もっと、全てなどである。

### 音韻
現代大アンダマン語（the present-day Great Andamanese:PGA）の発音体系は以下の通り。
|          | 前舌母音 | 後舌母音 |
| -------- | -------- | -------- |
| 狭母音   | i        | u        |
| 半狭母音 | e        | o        |
| 半広母音 | ɛ        | ɔ        |
| 広母音   |          | ɑ        |

|        |        | 両唇 | 両唇 | 唇歯 | 歯 | 歯 | 歯茎 | そり舌 | そり舌 | 硬口蓋 | 硬口蓋 | 軟口蓋 |
| ------ | ------ | ---- | ---- | ---- | -- | -- | ---- | ------ | ------ | ------ | ------ | ------ |
| 破裂音 | 無気   | p    | b    |      | t  | d  |      | ʈ      | ɖ      | c      | ɟ      | k      |
| 破裂音 | 有気   | pʰ   | pʰ   |      | tʰ | tʰ |      | ʈʰ     | ʈʰ     | cʰ     | cʰ     | kʰ     |
| 鼻音   | 鼻音   | m    | m    |      |    |    | n    |        |        | ɲ      | ɲ      | ŋ      |
| R音    | R音    |      |      |      |    |    | ɾ~r  | (ɽ)    | (ɽ)    |        |        |        |
| 摩擦音 | 摩擦音 | (ɸ)  | (β)  | (f)  |    |    | s    |        |        | ʃ      | ʃ      | (x)    |
| 側面音 | 側面音 | (lʷ) | (lʷ) |      |    |    | l    |        |        | (ʎ)    | (ʎ)    |        |
| 接近音 | 接近音 | w    | w    |      |    |    |      |        |        | j      | j      |        |

おそらくヒンディー語の影響のために、より最近の話者の間でいくつかの音が変化したであろうことが注目される。高齢の話者は若年の話者よりも発音が異なる傾向があった。子音 /pʰ, kʰ, l/ を /ɸ~f~β, x, lʷ/ と発音することは年長者の間では一般的である 。側面音 /l/ は /ʎ/ と発音することもある。唇と軟口蓋の接近音 /w/ のような音は、単語内か、単語の最終の音でのみ発生する可能性があり、単語の語頭の子音として発生することはできない。音 /ɽ, β/ は /r,b/ の異音として現れうる。

## 分類
アンダマン諸島で話されている言語は、大アンダマン語族とオンガン語族という2つの明確な語族と、さらに1つの未確認言語であるセンチネル語に分類される。これらは一般に関連していると考えられている。しかし、大アンダマン語族とオンガン語族の類似性は、これまでのところ主に形態論的な性質の類型論によるものであり、共通の語彙はほとんど示されていない。その結果、ジョーゼフ・グリーンバーグのような経験の長い研究者でさえ、アンダマン諸語の語族としての妥当性に疑問を呈しており、Abbi(2008)は、生き残っている大アンダマン語を孤立した言語とみなしている。大アンダマン語族の言語は以下の通り。
- 大アンダマン語族（Great Andamanese）
  - 北部語群（Northern） †
    - アカ＝チャリ語（Aka-Cari） †死語
    - アカ＝コラ語（Aka-Kora） †死語 - 2009年11月最後の話者Boro（推定年齢74歳・女性）が死亡した[18][19][20]。
    - アカ＝ジェル語（Aka-Jeru） †死語
    - アカ＝ボ語（Aka-Bo） †死語 - 2010年1月26日最後の話者Boa Sr.（推定年齢85歳・女性）が死亡した[18][19][21]。

  - 中央語群（Central）
    - アカ＝ケデ語（Aka-Kede） †死語
    - アカ＝コル語（Aka-Kol） †死語
    - ア＝プチクワル語（A-Pucikwar） †死語
    - オコ＝ジュウォイ語（Oko-Juwoi） †死語

  - 南部語群（Southern）
    - アカ＝ベア語（Aka-Bea） †死語
    - アカル＝バレ語（Akar-Bale） †死語

ジョーゼフ・グリーンバーグは、大アンダマン語族は彼がインド・太平洋大語族と呼んだ大語族の一部を構成するとして西部のパプア諸語と関係があると提案したが、これは他の言語学者には一般的に受け入れられていない。スティーヴン・ワームは、大アンダマン語族と西パプア語族、およびティモール島のある言語の語彙の類似性について「非常に顕著で、多くの場合、仮想的な形式的アイデンティティ（中略）に相当する」と述べているが、これは直接的な関係ではなく、基層言語によるものであると考えている。
1901年と1994年の国勢調査による母集団の名前と綴りは次のとおりである。
1901年国勢調査
Aka-Cari: 39
Aka-Cora: 96
Aka-Bo: 48
Aka-Jeru: 218
Aka-Kede: 59
Aka-Koi: 11
Oka-Juwoi: 48
Aka-Pucikwar: 50
Aka-Bale: 19
Aka-Bea: 37

1994年国勢調査
Aka-Jeru: 19
Aka-Bo: 15
Aka-Kari: 2
('local': 4)

## 例
アカ＝ベア語による次の詩は、部族長のジャンブ（Jambu）が故殺の罪で6カ月の刑期から釈放された後に書いた。
ngô:do kûk l'àrtâ:lagî:ka,
mō:ro el:ma kâ igbâ:dàla
mō:ro el:mo lê aden:yarà
pō:-tōt läh.
合唱: aden:yarà pō:-tōt läh.
字義通り:
あなたは心の底から悲しんでいます
空を見上げながら
空中に波紋が広がっています
竹槍に寄りかかる。
thou heart-sad art,
sky-surface to there looking while,
sky-surface of ripple to looking while,
bamboo spear on lean-dost.
翻訳:
あなたは心の底で悲しんでいる、
空の表面を見つめながら、
空の表面の波紋を見つめながら、
竹の槍に寄りかかりながら。
Thou art sad at heart,
gazing there at the sky's surface,
gazing at the ripple on the sky's surface,
leaning on the bamboo spear.
しかし、大アンダマン語族の言語の詩に特徴的な、希望するリズム効果を得るために、単語や文の構造が多少省略されたり逆にされたりしていることに注意してほしい。
もう一つの例として、オコ＝ジュウォイ語による、プロメーテウスを彷彿とさせる創造神話の一部を挙げる:
Kuro-t'on-mik-a Mom Mirit-la, Bilik l'ôkô-ema-t, peakar at-lo top-chike at laiche Lech-lin a, kotik a ôko-kodak-chine at-lo Karat-tatak-emi-in.
字義通り:
「クロ＝トン＝ミクのハトさん、神、?-眠る-た、木、火-共に-盗み-だった、火、故レフへ、彼、それから、彼、?-火-作る-した、火-共に、カラト＝タタク＝エミ-で」
"Kuro-t'on-mik-in Mr. Pigeon, God ?-slep-t, wood fire-with stealing-was fire the.late Lech-to he, then he ?-fire-make-did fire-with Karat-tatak-emi-at."
翻訳（ポートマンによる）:
ハトさんは、神様が眠っている間にクロ＝トン＝ミカでたいまつを盗みました。彼はそのたいまつを故レフに与え、レフはカラ＝タタク＝エミで火を創った。
Mr. Pigeon stole a firebrand at Kuro-t'on-mika, while God was sleeping.  He gave the brand to the late Lech, who then made fires at Karat-tatak-emi.

## 書誌情報
- Yadav, Yogendra. 1985. "Great Andamanese: a preliminary study." Pacific Linguistics, Series A, No. 67: 185-214. Canberra: The Australian National University.
- Abbi, Anvita. 2011. Dictionary of the Great Andamanese language. Port Blair: Ratna Sagar.
- Abbi, Anvita. 2013. A Grammar of the Great Andamanese Language. Brill's Studies in South and Southwest Asian Languages, Volume 4.